# Альбом
Альбо́м (от лат. album — белое) имеет несколько связанных между собой значений:
- книжное или музыкальное издание с репродукциями, чертежами, фотоснимками или музыкальными композициями и т. п., отвечающими определённой тематике, в сопровождении пояснительного текста;
- беловое изделие (чистые переплетённые листы) для рисования, собирания чего-либо (стихов, вырезок, почтовых марок и прочего)[1][2].
- профессиональный термин: издание, в котором скрепление листов выполнено по короткой стороне[2].

## История
У древних римлян альбомом называлась белая, как правило, покрытая гипсом доска объявлений, выставлявшаяся в публичных местах. На таких досках верховный жрец публиковал официальную годовую хронику (лат. annales maximi), новоизбранный претор — свой годовой эдикт, другие должностные лица — списки сенаторов, судей, духовных коллегий и корпораций. Это же название носили послужные списки отрядов римского войска, а в христианской церкви списки духовных лиц (по-греч. — канон).
В позднее средневековье римское слово вновь вошло в употребление в европейских языках применительно к книге из белых, сшитых или не сшитых листов, предназначенной для собственноручной записи. При этом название альбома носили не только списки, которые велись в университетах и других высших учебных заведениях принадлежащими к ним лицами, но также и родословные книги, составлявшиеся учёными и художниками для записывания чего-либо на память о коллегах или других чем-либо замечательных людях.
К первым русским прототипам альбомов следует отнести подносные альбомы с портретами русских царей, изготовленные для царя Алексея Михайловича. Многочисленные памятные фотоальбомы находились в парадных кабинетах и гостиных и в приёмной Александровского дворца при Николае II.
В XVIII веке альбом приобретает новое значение в связи с активизацией путешествий с научными или художественными целями. В альбомы переплетаются гравюры, имеющие не только научное, но и художественное значение. Альбом становится неотъемлемой деталью костюма просвещённого путешественника, который заносит в него путевые записки, заметки и зарисовки. Альбом подобного типа имеет единого автора-владельца, но может предполагать и тиражирование. 
В эпоху сентиментализма и романтизма в конце XVIII — первых десятилетиях XIX века альбом становится специфическим культурным явлением, особенно распространённым в России. Его заводит каждая барышня, вписывая понравившиеся стихотворения и другие тексты, делая свой альбом хранилищем интимных чувств. В отличие от записных книжек и дневников, текст альбома составлен из «чужих слов» (текстов).
Затем альбом появляется на столах в гостиных, получив особенно широкое распространение в т. н. «эпоху салонов». В альбом, часто украшенный портретом или посвятительной надписью хозяевам дома, гости записывали или зарисовывали свои экспромты (которые часто заранее готовились). Так появился особый род «альбомного стихотворения» и «альбомного рисунка». Альбомы популярных салонов наполнены рисунками лучших художников и стихотворениями лучших поэтов своего времени. Их произведения соседствуют в альбоме с серьёзными или шутливыми излияниями чувств других гостей: право оставить автограф принадлежало всем и нередко бывало светской обязанностью. Ныне эти альбомы, сохраняя уникальные факты из жизни исторического лица, забытую характерную бытовую деталь или автограф великого поэта, являются предметом тщательного научного изучения.

В ту же эпоху появляются «Подносные альбомы», посвящённые юбилею полка или учебного заведения. В них изображались офицеры (или преподаватели), формы и награды, сцены быта. 
С появлением фотографии и цветной полиграфии альбом опять становится украшением гостиной, его изготавливают типографским способом по рисункам художников. Благодаря высокому качеству «альбом для фотографий» становится хорошим подарком. Теперь это напоминание о семейных событиях, о родных и знакомых. Создаются фотографические альбомы, посвящённые отдельному событию и предназначенные для подарка виновнику торжества. Альбом становится активным предметом демонстрации.
Интимный альбом, составленный из выписанных чужих стихотворных и прозаических текстов, уходит на периферию культуры ещё в XIX веке; его ведут уездные барышни, гимназистки. В 1920-х гг. в связи с резкими социальными переменами альбом теряет назидательные посвящения и другие жанровые компоненты, происходит упрощение состава, фольклоризация жанра составляющих текстов. Среди них всё большее место занимают сначала романсы, затем тексты популярных песен, в связи с чем сами альбомы владельцы часто называют «песенниками». В отличие от постоянно издававшихся песенников, включавших официально рекомендуемые тексты, личные песенники сохраняют главный признак альбома — это тексты для определённого адресата. В таком качестве альбом сохраняется доныне в быту школьниц, солдат, заключённых. Среди новых разновидностей альбомов, сформировавшихся в последние десятилетия — «дембельский альбом», составляемый его сослуживцами, то есть воспроизводящий коммуникативную структуру салонного альбома.
Начиная с 1990-х гг., наряду с альбомами «для рисования» и художественными альбомами, большое распространение получили альбомы «свадебные», «выпускные» (для детского сада, школы или ВУЗа), семейные (типа «Наш малыш», «Путешествие в…») и т. п., предназначенные для личного пользования. Домашний альбом приобрёл особенное распространение благодаря расширению географии путешествий и простоте изготовления качественных любительских фотографий.